# Гровенор, Хью, 1-й герцог Вестминстер
Хью Лупус Гровенор, 1-й герцог Вестминстер (англ. Hugh Grosvenor, 1st Duke of Westminster; 13 октября 1825 — 22 декабря 1899) — английский аристократ, землевладелец, политик и владелец скаковых лошадей.
С 1831 по 1845 год — виконт Белгрейв, с 1845 по 1869 год — граф Гровенор, с 1869 по 1874 год — маркиз Вестминстер.
Он унаследовал поместье Итон-Холл в Чешире и земли в Мейфэре и Белгрейвии (Лондон), и потратил большую часть своего состояния на развитие этих владений. Хотя он был членом парламента с 22 лет, а затем членом Палаты лордов, его главные интересы были не в политике, а скорее в его поместьях, в скачках и в сельских занятиях. Он развил конный завод в Итон-холле и добился успеха в скачках на своих лошадях, выиграв дерби четыре раза. Хью Гровенор также интересовался целым рядом благотворительных организаций. После своей смерти считался самым богатым человеком в Британии.

## Титулы
10-й баронет Гровенор, графство Чешир (с 31 октября 1869 года), 4-й барон Гровенор из Итона, графство Чешир (с 31 октября 1869), 3-й маркиз Вестминстер (с 31 октября 1869), 4-й граф Гровенор (с 31 октября 1869), 4-й виконт Белгрейв (с 31 октября 1869), 1-й герцог Вестминстер (с 27 февраля 1874 года).

## Личная жизнь
Родился 13 октября 1825 года. Второй и старший выживший сын Ричарда Гровенора, 2-го маркиза Вестминстера (1795—1869), и леди Элизабет Левесон-Гоуэр (1797—1891), младшей дочери Джорджа Левесон-Гоуэра, 2-го маркиза Стаффорда, а затем 1-го герцога Сазерленда. Он получил образование в Итонском колледже и, до 1847 года, в Бейллиол-колледже, Оксфорд . Он покинул Оксфорд, не принимая диплом, чтобы стать членом парламента от Честера. Это место занимал его дядя, Роберт Гровенор (впоследствии 1-й барон Эбери), который решил перебраться в один из двух не встречавших сопротивления в Мидлсексе. места. В 1851 году он совершил турне по Индии и Цейлону.
В следующем году, 28 апреля, он женился на своей двоюродной сестре, Леди Констанс Сазерленд-Левесон-Гауэр (1834—1880), четвёртой дочери 2-го герцога Сазерленда; на момент свадьбы ей было 17 лет. Свадьба состоялась в Королевской часовне в Сент-Джеймсском дворце в Лондоне, и на ней присутствовали королева Виктория и принц-консорт Альберт. Мать Констанс была хозяйкой мантий королевы Виктории и «фавориткой» королевы .
Их первый ребёнок, сын, родился в 1853 году, и королева Виктория стала его крёстной матерью. К 1874 году у супругов было одиннадцать детей, восемь из которых дожили до зрелого возраста: пять сыновей и три дочери.
В 1880 году Констанс умерла от болезни Брайта (нефрит). Два года спустя, в июне 1882 года, Гровенор женился на Кэтрин Кавендиш (1857—1941), третьей дочери Уильяма Джона Кавендиша, 2-го барона Чешема, и Генриетты Фрэнсис Ласселлз, которой тогда было 24 года. Она была моложе старшего сына герцога и двух его дочерей. У них было четверо детей, два сына и две дочери.

## Политическая и общественная жизнь

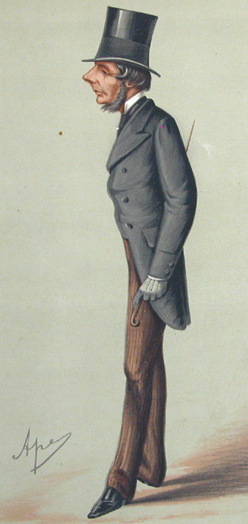
Карикатура на Хью Гровенора Карло Пеллегрини в журнале «Ярмарке Тщеславия», 1870 год

Гровенор был избран членом парламента от Честера в 1847 году и продолжал представлять этот избирательный округ до тех пор, пока после смерти своего отца в 1869 году он не стал 3-м маркизом Вестминстером и не вошёл в Палату лордов. Его первая речь в Палате общин была произнесена в 1851 году на дебатах о беспорядках на Цейлоне, вскоре после его поездки по стране. В остальном он мало интересовался делами Палаты общин до 1866 года, когда выразил своё несогласие с Биллем Гладстона о реформе. Это сыграло свою роль в отставке Гладстона, в избрании консервативного правительства графа Дерби и Второго закона о реформе Дизраэли. Отношения между Гровенором и Гладстоном позже улучшились, и в отставке Гладстона в 1874 году лорд Гровенор стал 1-м герцогом Вестминстерским. Когда Гладстон снова стал премьер-министром в 1880 году, он назначил Гровенора королевским конюшим, что соответствовало его интересам к скачкам, но «не занимало активной политической должности». В 1880-х годах Гровенор снова не согласился с Гладстоном, на этот раз по поводу самоуправления в Ирландии. Во время этого спора Гровенор продал свой портрет Гладстона, написанный Милле. Десять лет спустя они снова примирились, когда оба выступили против зверств турок против армян. Когда Гладстон умер в 1898 году, Гровенор председательствовал в Национальном мемориальном комитете Гладстона, который заказал его статуи и восстановил библиотеку Святого Дейниола Гладстона в Хавардене на севере Уэльса.
В 1860 году лорд Гровенор сформирован Королевский Вестминстерский стрелковый добровольческий полк и стал его подполковником. В 1881 году ему был пожалован чин почётного полковника. Он командовал йоменами графства Чешир в качестве полковника-коменданта с 1869 года. Он также поддерживал благотворительность; в то или иное время он был президентом пяти лондонских больниц, Королевского общества по предотвращению жестокого обращения с животными, Ассоциации питьевого фонтана и кормушки для крупного рогатого скота, Королевской благотворительной ассоциации садоводов, Общества защиты Хэмпстедской пустоши, Объединённого комитета по деморализации коренных народов торговлей спиртными напитками и Королевского сельскохозяйственного общества. Он был членом Совета по содействию кремации; в то время кремация была непопулярна в церкви. Гровенор был председателем Фонда Королевского института сестринского дела, организации, которая предоставляла районных медсестёр больным беднякам, благодаря чему он стал сотрудничать с Флоренс Найтингейл. В 1883 году он был назначен лордом-лейтенантом Чешира, а когда в 1888 году был создан Лондонский совет графства, он стал первым лордом-лейтенантом графства Лондон.

## Развитие поместий

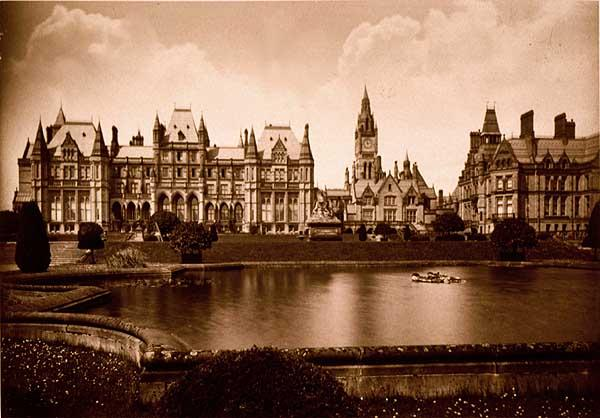
Итон Холл по проекту Альфреда Уотерхауса

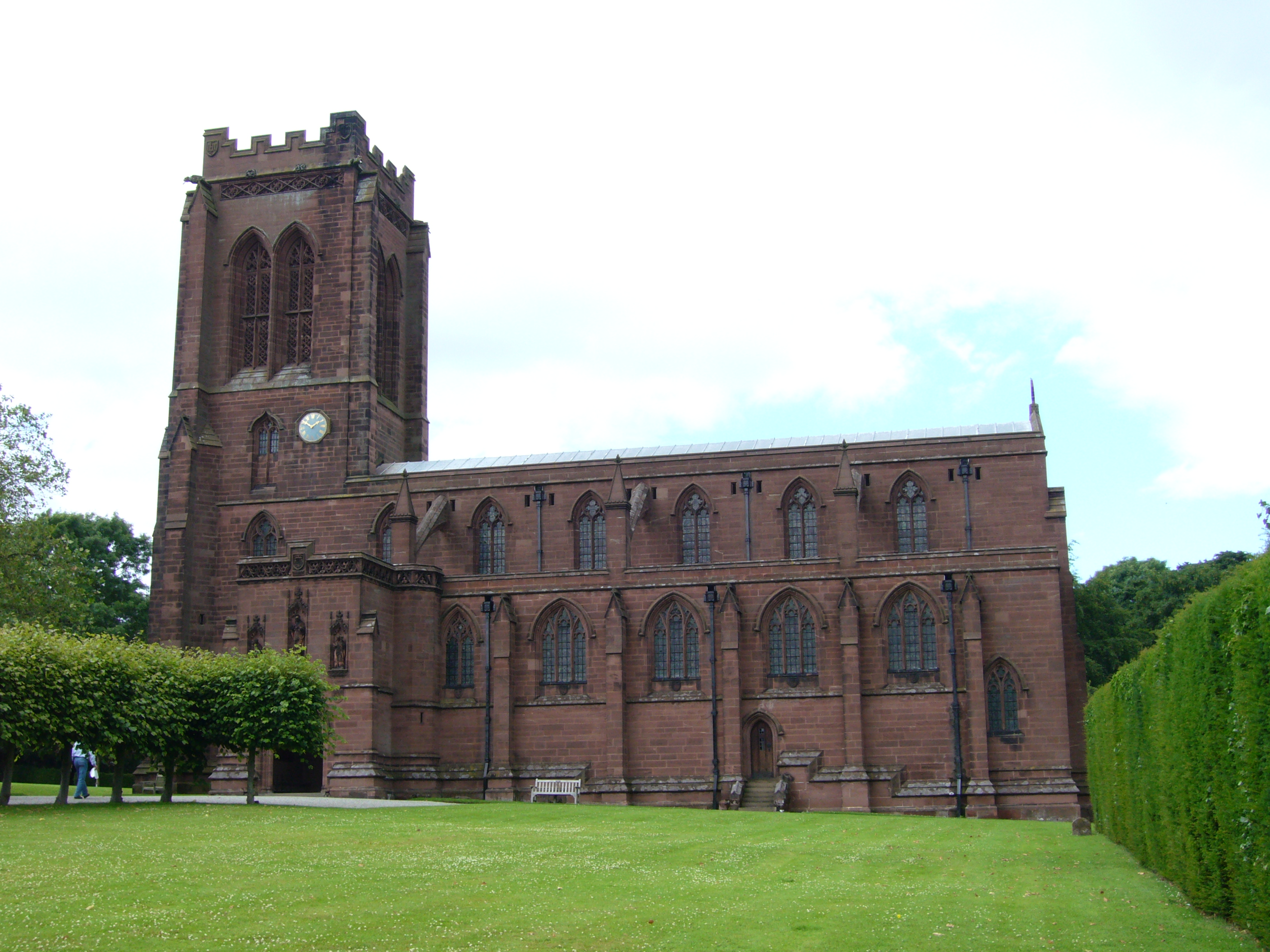
Церковь Святой Марии в Экклстоне по проекту Джорджа Фредерика Бодли

Центром владений лорда Гровенора был Итон-Холл в Чешире. Когда Гровенор унаследовал поместье, оно стоило не менее 152 000 фунтов стерлингов (что эквивалентно 14 140 000 фунтов стерлингов по состоянию на 2019 год) в год. После наследования поместья одним из его первых поступков было заказать статую своего тёзки, Нормана Хью Лупуса, который был 1-м графом Честером, от Д. Ф. Уоттса, чтобы стоять во дворе зала.
В 1870 году лорд Хью Гровенор поручил Альфреду Уотерхаусу спроектировать новый дом взамен прежнего, спроектированного Уильямом Порденом и расширенного Уильямом Берном. Ядро прежнего зала было сохранено, некоторые части были полностью перестроены, а другие перестроены и реконструированы. Для семьи было построено отдельное крыло, которое соединялось с главным залом коридором. Уотерхаус также спроектировал Итонскую часовню и связанную с ней часовую башню, а также перестроил конюшни. Говорят, что гостей зала «не очень забавлял» карильон из 28 колоколов, которые играли 28 мелодий и звучали каждую четверть часа в течение дня и ночи. Эта работа заняла 12 лет и обошлась в 803 000 фунтов стерлингов (что эквивалентно 81 470 000 фунтов стерлингов по состоянию на 2019 год). Зал был описан как «самый амбициозный пример готического возрождения отечественной архитектуры в любой точке страны» и как «обширное, унылое готическое сооружение».

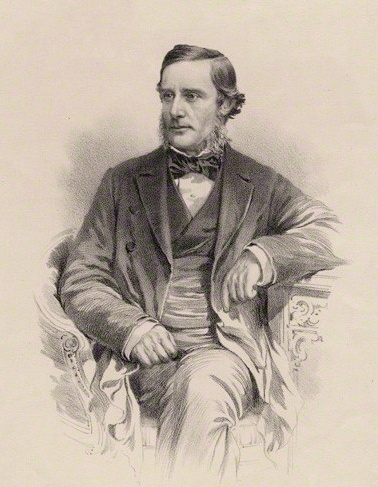
Хью Гровенор около 1878 года

Хью Гровенор заплатил за многие здания в своих поместьях. Он был покровителем честерского архитектора Джона Дугласа. Биограф Дугласа Эдвард Хаббард, подсчитано, что герцог поручил ему четырёх церквей и часовен, восемь больших домов, около 15 школ и институтов, около 50 хозяйств, (целиком или частично), около 300 дач, коттеджей, кузницы и два сыродельных заводов, два трактира, и примерно в 12 коммерческих объектов (для большинства из которых Дуглас был архитектор) — и это были просто здания в городе Честере и поместье Итон-Холле . Он поручил Джорджа Фредерика Бодли восстановить Церковь Святой Марии в его чеширском поместье деревне Экклстон, которая была закончена в 1899 году, в год его смерти. Он также тратил деньги на Гровенор-хаус в Лондоне и Кливден в Бакингемшире, которые унаследовал после смерти своей тёщи. Он построил охотничьи домики в спортивных поместьях в Сазерленде, в Шотландии, которые арендовал у своего кузена, герцога Сазерленда.
Богатство Хью Гровенора состояло в основном из арендной платы за землю в Мейфэре и Белгрейве в Лондоне; они росли примерно со 115 000 фунтов стерлингов (эквивалент 11 080 000 фунтов стерлингов по состоянию на 2019 год) в 1870 году до примерно 250 000 фунтов стерлингов (эквивалент 28 350 000 фунтов стерлингов по состоянию на 2019 год) ежегодно в 1899 году. Он наблюдал за перестройкой в Мейфэре и поручал архитекторам, таким как Норман Шоу, Астон Уэбб и Альфред Уотерхаус, проектировать новые здания. Он придерживался своего собственного мнения об архитектурных стилях и украшениях, предпочитая стиль королевы Анны, а не итальянскую лепнину, предпочитаемую его отцом; для красного кирпича и терракоты штукатурка должна быть выкрашена в ярко-оранжевый цвет, а перила — в шоколадный или красный; Оксфорд-стрит должна быть вымощена деревянными блоками. Он выступал против использования телеграфных столбов и проводов и не разрешал никаких строительных работ во время лондонского сезона. Он поощрял предоставление большего количества писсуаров, как в своих поместьях, так и в Лондоне в целом, и был описан как «один человек, планирующий и исполняющий обязанности».

## Личная жизнь и личные интересы

Герцогский конь Орм Холланда Трингема, обученный Джоном Портером в Кингсклере. («Иллюстрированные Лондонские Новости», Май 1892).

Хью Гровенор больше всего интересовался скачками. В 1875 году он основал скаковую конюшню в Итоне, наняв в конце концов 30 конюхов и мальчиков, двух или трёх жеребцов и около 20 племенных кобыл . Он никогда не играл и не ставил ни на одну из своих лошадей. В 1880 году одна из его лошадей, Бенд Ор, на которой ездил Фред Арчер, выиграла дерби, и у него было больше успехов в дерби в 1882, 1886 и 1899 годах. С его успехами и продажей лошадей считается возможным, что это предприятие было самофинансируемым. Гровенор увлёкся охотой на оленей и охотой на оленей, как в Шотландском нагорье, так и в своём Чеширском поместье, и пополнил семейную коллекцию произведений искусства. Хью Гровенор был трезвенником и сторонником трезвости. В своём поместье в Мейфэре он сократил число трактиров и пивных с 47 до восьми.

## Последний год и смерть
В 1899 году, в последний год своей жизни, герцог Вестминстер поддержал закон о местах для продавщиц (чтобы уменьшить жестокость к женщинам-служащим), выслеживал оленя в Шотландии, застрелил 65 бекасов за 1½ часа в Олдфорде в своём чеширском поместье и присутствовал на свадьбе одной из своих внучат. Позже в том же году, посещая ту же внучку в Крэнборне, Дорсет, у него развился бронхит, от которого он умер.
Он был кремирован в крематории Уокинга, а его прах был похоронен на кладбище Экклстонской церкви в Чешире. В честь первого герцога Вестминстерского были воздвигнуты два кенотафа: один в Гровенорской часовне Экклстонской церкви, а другой — в Южном трансепте Честерского собора. Другим памятником был витраж в Южном трансепте Вестминстерского аббатства, посвящённый деканом в сентябре 1902 года.
2-м герцогом Вестминстером стал его внук Хью Гровенор (1879—1953). К моменту своей смерти он был «считается самым богатым человеком в Британии», его имущества для целей оформления наследства фунтов 594,229 (эквивалент £67.4 млн состоянию на 2019), а его недвижимость (повлёкшее поэтому, не включёнными в своём личном имущества по закону того времени) была оценена в около $ 6,000,000 (эквивалент £680.4 млн состоянию на 2019).

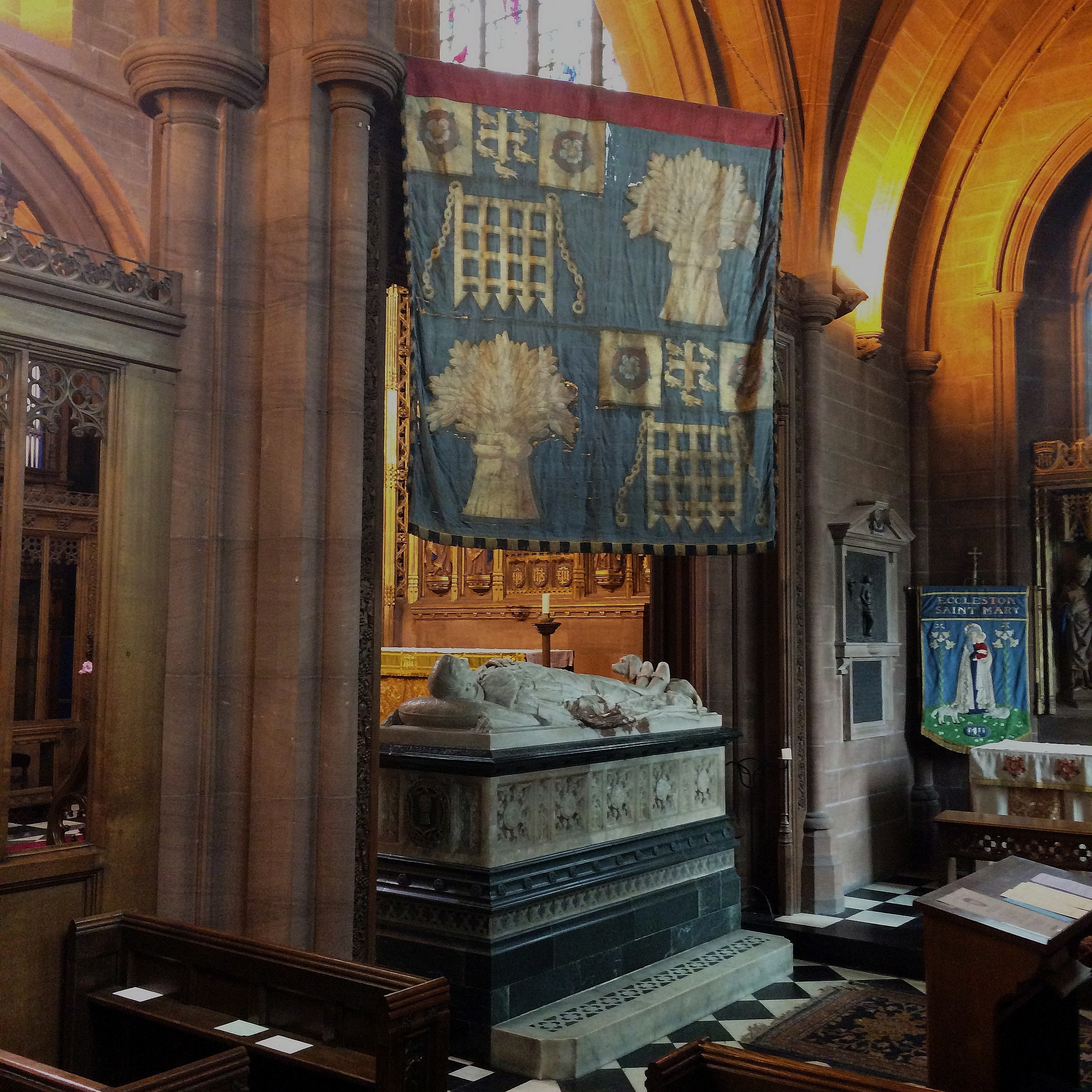
Гровенорская часовня в Экклстонской Церкви: кенотаф и подвязочное знамя 1-го герцога Вестминстерского
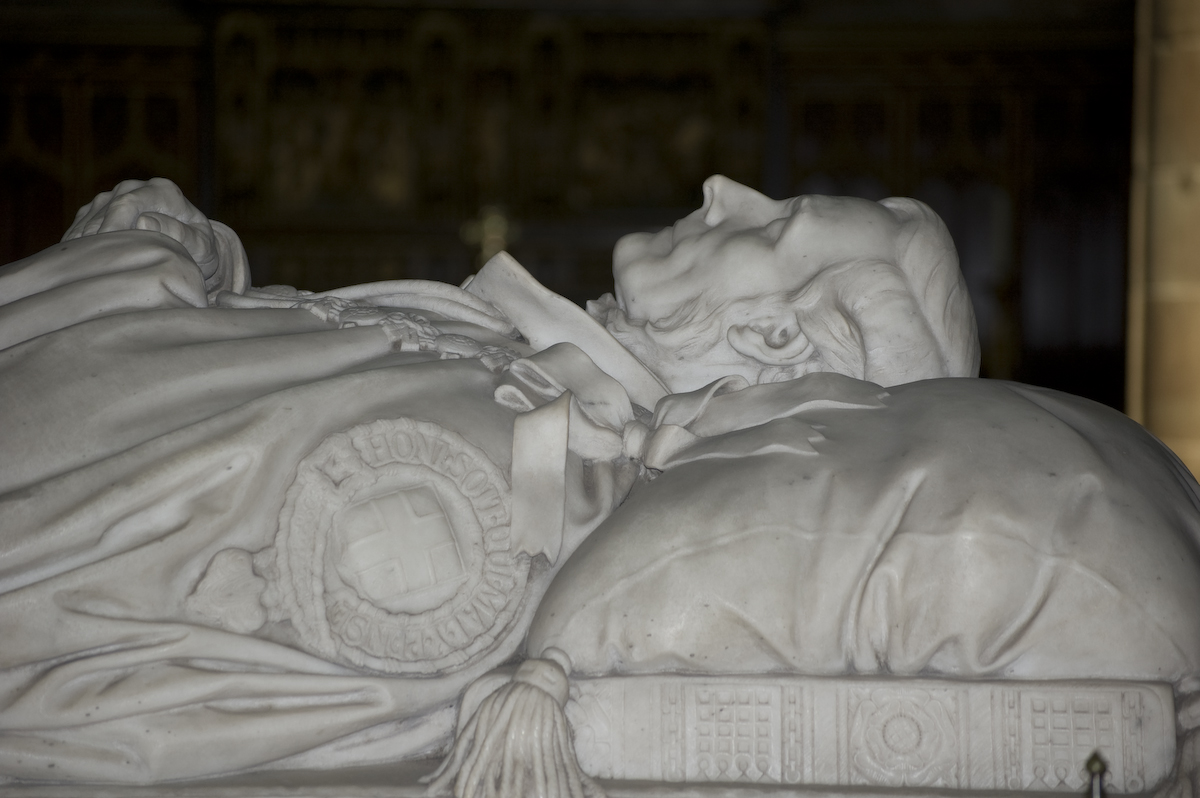
Южный Трансепт Честерского собора: кенотаф 1-го герцога Вестминстерского (подробно)
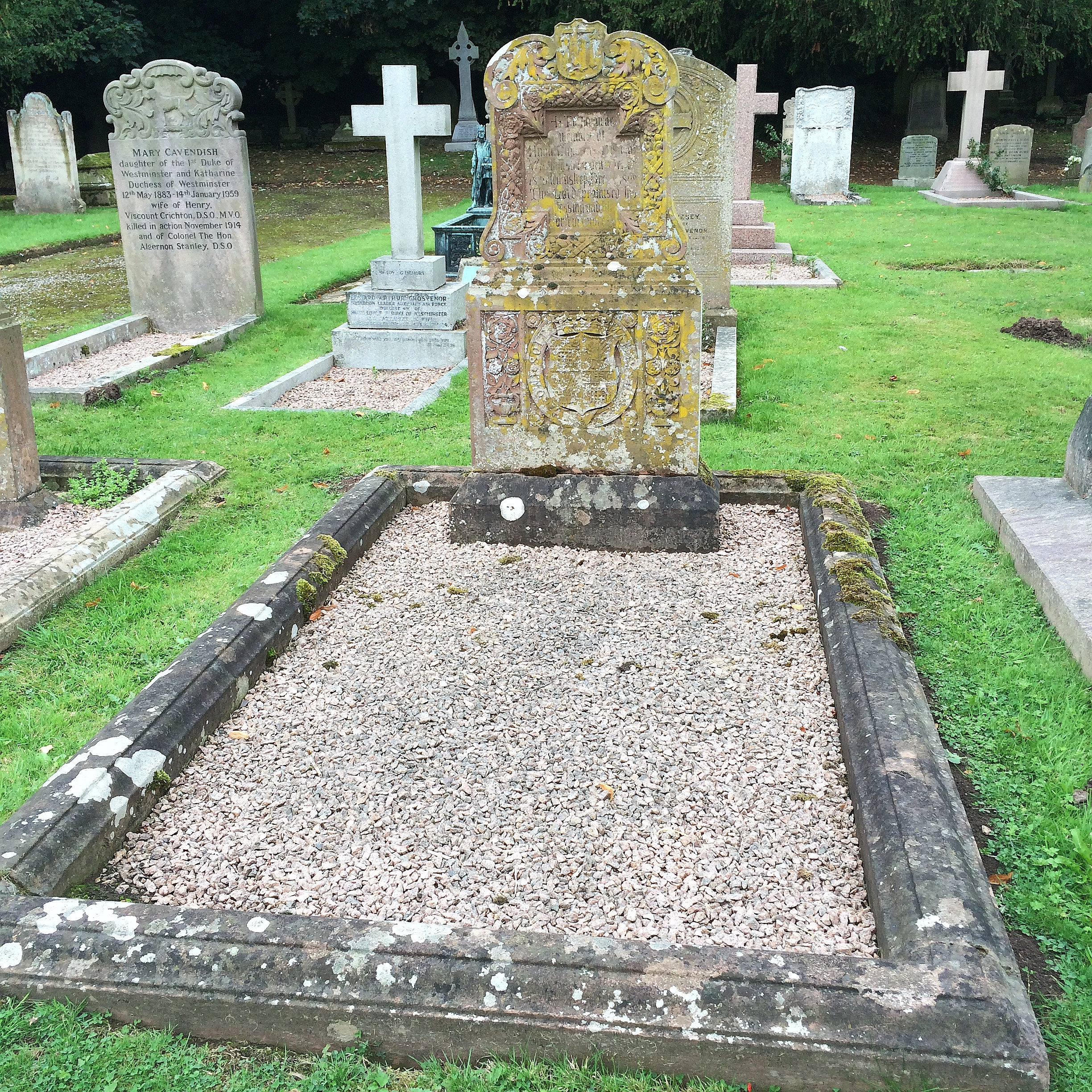
Могила Хью Гровенора, 1-го герцога Вестминстерского
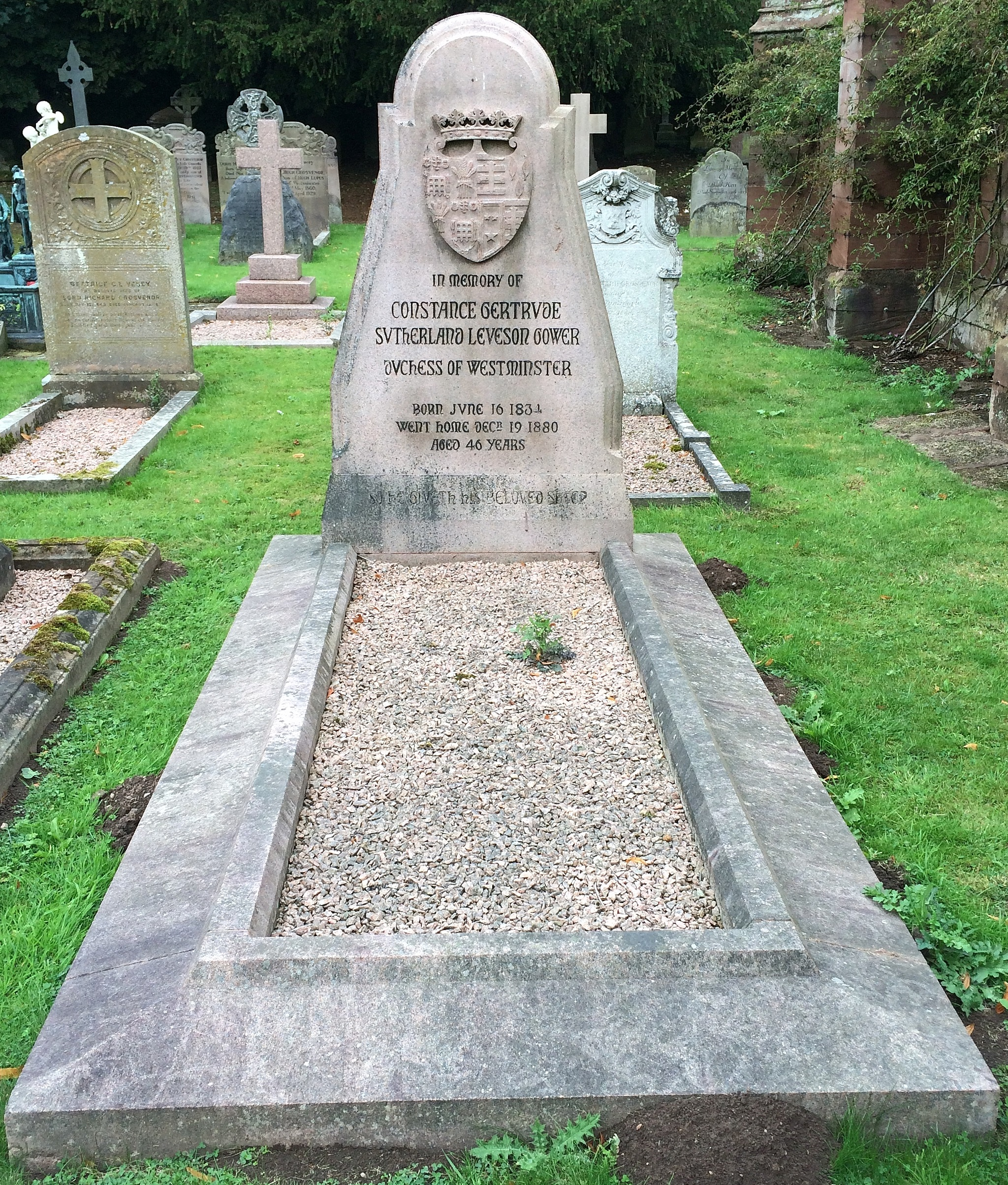
Могила Констанс Гертруды (урождённой Левесон-Гауэр), первой жены 1-го герцога Вестминстерского
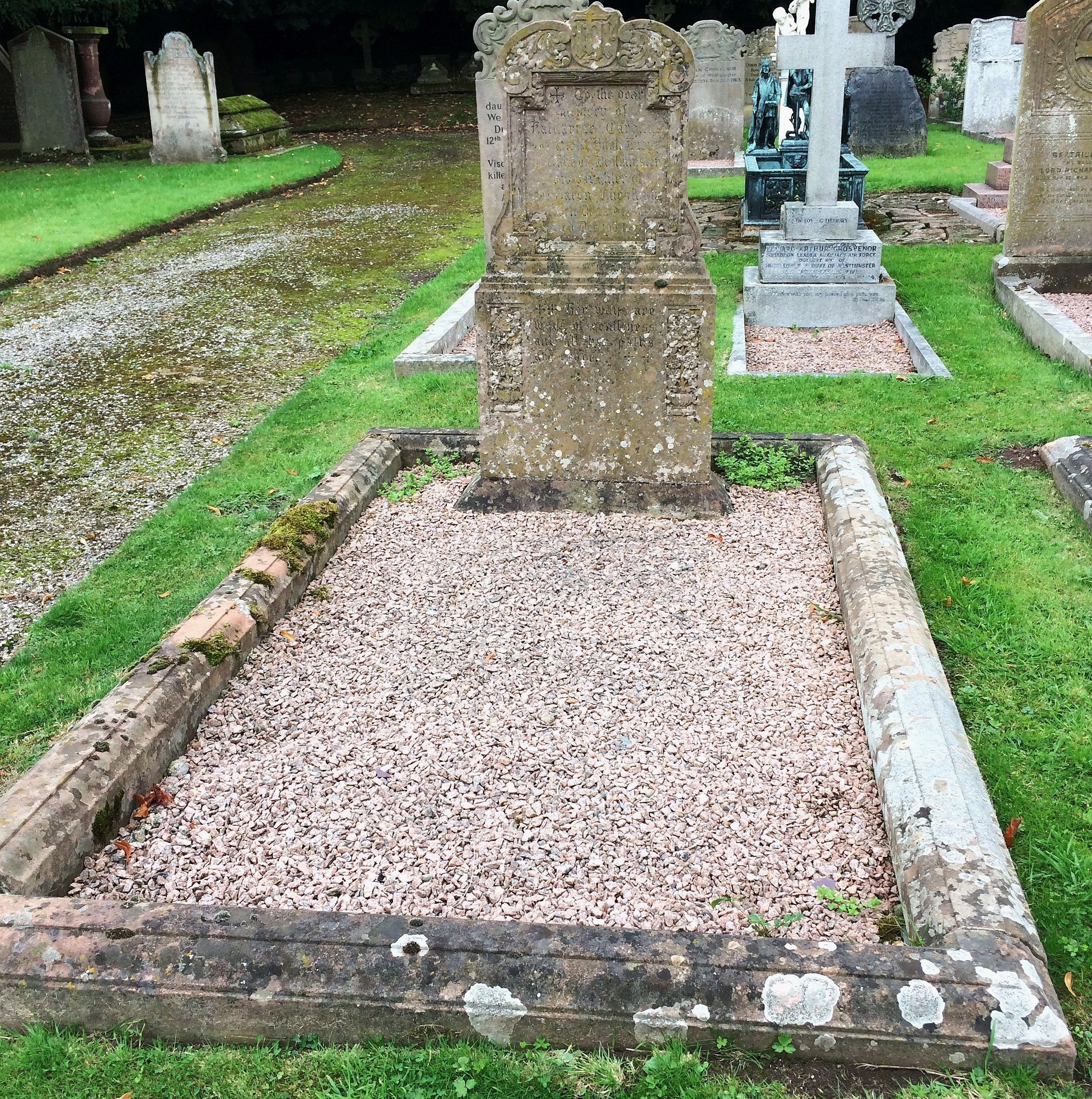
Могила Кэтрин Каролины (урождённой Кавендиш), второй жены 1-го герцога Вестминстерского

## Семья

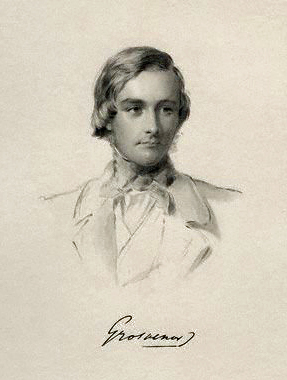
Хью Гровенор примерно в 1855 году

Герцог Вестминстерский женился дважды и был отцом пятнадцати детей, двенадцать из которых дожили до совершеннолетия. Разница в возрасте между его старшим сыном Виктором и младшим сыном Эдуардом составляла тридцать девять лет.
Первой женой герцога, на которой он женился 28 апреля 1852 года, была его двоюродная сестра, леди Констанс Гертруда Сазерленд-Левесон-Гауэр (16 июня 1834 — 19 декабря 1880), четвёртая дочь его дяди по материнской линии, 2-го герцога Сазерленда. У них было 11 детей, 8 из которых дожили до зрелого возраста, среди них были:
- Виктор Александр Гровенор, граф Гровенор (28 апреля 1853 — 22 января 1884), женившийся на Леди Сибелл Мэри Ламли (1855—1929), дочери Ричарда Ламли, 9-го графа Скарбро, и Фредерики Мэри Аделизы Драммонд. Он был отцом Хью Гровенора, 2-го герцога Вестминстерского (1879—1953).
- леди Элизабет Харриет Гровенор (11 октября 1856 — 25 марта 1928), вышедшая замуж за Джеймса Батлера, 3-го маркиза Ормонда (1844—1919).
- леди Беатрис Констанс Гровенор (14 ноября 1858 — 12 января 1911), которая в 1877 году вышла замуж за брата своей мачехи Чарльза Кавендиша, 3-го барона Чешема (1850—1907).
- подполковник лорд Артур Хью Гровенор (31 мая 1860 — 29 апреля 1929), женившийся на Хелен Шеффилд (1872—1950), дочери сэра Роберта Шеффилда, 5-го баронета (1824—1886).
- лорд Генри Джордж Гровенор (23 июня 1861 — 27 декабря 1914); 1-я жена — Дора Мина Эрскин-Уэмисс (1856—1894), дочь Джеймса Эрскин-Уэмисса; 2-я жена — Розамунда Ангарад Ллойд (1860—1941), дочь Эдварда Ллойда. Отец Уильяма Гровенора, 3-го герцога Вестминстерского (1894—1963).
- лорд Роберт Эдвард Гровенор (19 марта 1869 — 16 июня 1888), не был женат.
- Маргарет Эвелин Гровенор (9 апреля 1873 — 27 марта 1929), которая вышла замуж за Адольфа Кембриджского, 1-го маркиза Кембриджского (1868—1927), младшего брата королевы Марии.
- капитан лорд Джеральд Ричард Гровенор (14 июля 1874 — 10 октября 1940), не был женат.

46-летняя Констанс скончалась в декабре 1880 года. В июне 1882 года лорд Гровенор вторым браком женился на Кэтрин Кавендиш (декабрь 1857 — 19 декабря 1941), третьей дочери 2-го барона Чешема. Она родила ему четверых детей:
- леди Мэри Кавендиш Гровенор (12 мая 1883 — 14 января 1959), 1-й муж — Генри Крайтон, виконт Крайтон (1872—1914), 2-й муж — полковник достопочтенный Элджернон Фрэнсис Стэнли (1874—1962), сын Фредерика Стэнли, 16-го графа Дерби. Мать Джона Крайтона, 5-го графа Эрна.
- лорд Хью Уильям Гровенор (6 апреля 1884 — 30 октября 1914), жена — леди Мейбл Флоренс Мэри (1884—1914), дочь Джона Крайтона, 4-го графа Эрна. Отец Джеральда Гровенора, 4-го герцога Вестминстера, и Роберта Гровенора, 5-го герцога Вестминстера. Он погиб в бою во время Первой мировой войны.
- леди Хелен Фрэнсис Гровенор (5 февраля 1888 — 21 октября 1970), которая вышла замуж за бригадного генерала лорда Генри Сеймура (1878—1939) и была матерью Хью Сеймура, 8-го маркиза Хартфорда. Она дала своё имя Дому леди Хелен Сеймур, входившему в состав бывшей женской и детской больницы Святой Марии в Плейстоу[17].
- лорд Эдвард Артур Гровенор (27 октября 1892 — 26 августа 1929), был женат на леди Дороти Маргарет Браун (1888—1961), дочери Валентина Брауна, 5-го графа Кенмара.

## Биография
- Hubbard, Edward (1991), The Work of John Douglas, London: The Victorian Society, ISBN 0-901657-16-6
- Newton, Diana; Lumby, Jonathan (2002), The Grosvenors of Eaton, Eccleston, Cheshire: Jennet Publications, ISBN 0-9543379-0-5
- Pevsner, Nikolaus; Hubbard, Edward (2003) [1971], Cheshire, The Buildings of England, New Haven and London: Yale University Press, ISBN 0-300-09588-0